# Marguerite Lebrun
Marguerite Lebrun, née Jeanne Émilie Marguerite Nivoit le 12 octobre 1878 à Mézières et morte le 25 octobre 1947 à Paris 16e, est l'épouse d'Albert Lebrun, quinzième président de la République française du 10 mai 1932 au 11 juillet 1940.

## Biographie

### Origines familiales et études
Marguerite Nivoit est la fille d’Edmond Nivoit (1839-1920), qui avait été directeur de l'École des mines de Paris, inspecteur général des mines, et de Marie Malézieux (1853-1924). Née à Mézières (Charleville-Mézières), elle est de souche ardennaise, son père étant originaire de Buzancy.
Cultivée, Marguerite Lebrun parle couramment l'anglais et l'allemand. Elle s'adonne à la peinture, à la sculpture, au piano, à la danse, à la gymnastique et au tennis. Elle est catholique pratiquante. Dès l'âge de treize ans, elle tient régulièrement un journal intime.
Marguerite Nivoit épouse Albert Lebrun, alors jeune député et conseiller général de Meurthe-et-Moselle, à Paris (7e) le 5 février 1902. Le couple aura deux enfants : Jean (1902-1980) et Marie (1904-1984). Elle est l'arrière-grand-mère d'Éric Freysselinard (né en 1962), haut-fonctionnaire,.

### Épouse du président de la République
Son mari est élu le 10 mai 1932 à la présidence de la République, à la suite de l'assassinat du président Paul Doumer. Marguerite Lebrun apparaît comme cultivée mais discrète, et ne veut pas faire appel aux grands couturiers de l'époque. 
Le 29 octobre 1932, elle baptise le paquebot Normandie, alors le plus grand du monde, aux chantiers de l'Atlantique à Saint-Nazaire. Trois ans plus tard, en mai 1935, elle part en voyage aux États-Unis lors de la traversée inaugurale de ce navire et est accueillie par le couple présidentiel américain, Eleanor et Franklin Delano Roosevelt. Elle est accompagnée de sa fille Marie, épouse de Jean Freysselinard, et de sa belle-fille Bernadette Marin. C'est l'occasion de cette visite qu'à son sujet, on parle pour la première fois de « First Lady », titre anglophone qui désigne la « Première dame ».  En 1938, le couple présidentiel accueille à Paris le roi George VI du Royaume-Uni et son épouse, la reine Elisabeth, en visite officielle.
Albert Lebrun est réélu en avril 1939. L'année suivante, à l'approche des troupes allemandes lors de la bataille de France, le couple  quitte en hâte le palais de l'Élysée le 10 juin 1940 et se replie avec le gouvernement en Touraine puis à Bordeaux et enfin à Vichy, où le couple demeure au pavillon Sévigné. Quelques jours plus tard, le 10 juillet, se déroule dans la station thermale le vote qui conduira le maréchal Pétain au pouvoir. La présidence de la République est déclarée  de facto vacante et le couple Lebrun se retire à Vizille en Isère, dans la demeure de leur gendre Jean Freysselinard, presque contiguë au château de la ville, demeure estivale des présidents de la République, devenu aujourd'hui musée de la Révolution française. Son mari sera un temps emprisonné au château d'Itter dans le Tyrol autrichien.

### Dernières années

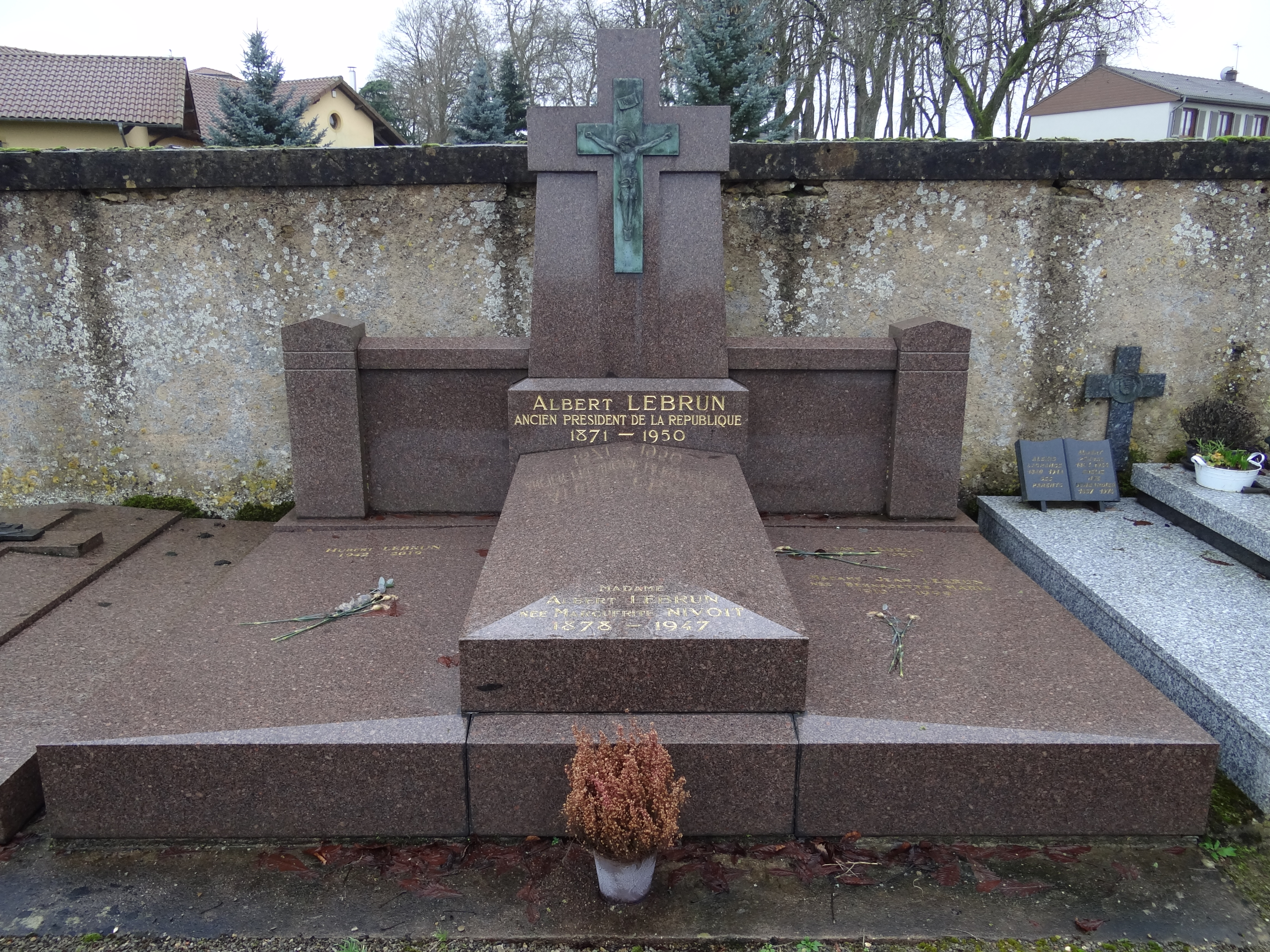
La tombe de Marguerite Lebrun au cimetière de Mercy-le-Haut (Meurthe-et-Moselle).

À la Libération, le couple se réinstalle à Paris, son mari n'a alors plus de fonctions officielles. Marguerite Lebrun succombe à la maladie de Parkinson le 25 octobre 1947, dans l'appartement parisien que l'ancien couple présidentiel louait depuis quelques années au n° 19 du  boulevard de Beauséjour à Paris. Son époux meurt un peu moins de trois ans plus tard, en 1950. Elle est inhumée au cimetière de Mercy-le-Haut.
Son arrière-petit-fils Éric Freysselinard publie en 2019  sous le titre Journal de guerre de Marguerite Lebrun, le journal que son arrière-grand-mère a tenu entre 1940 et 1947.